# St. Laurentius (Bergisch Gladbach)

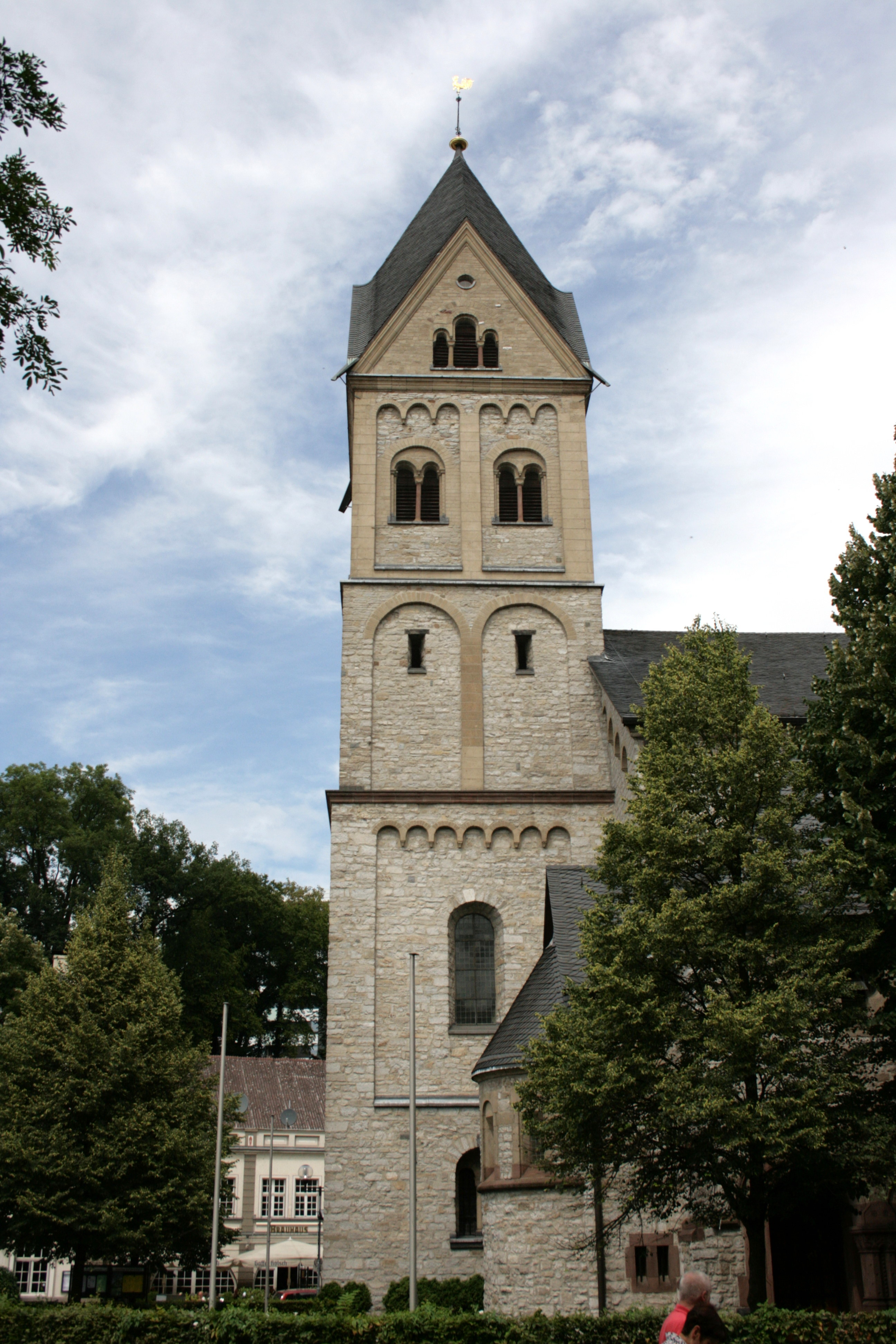
St. Laurentiuskirche

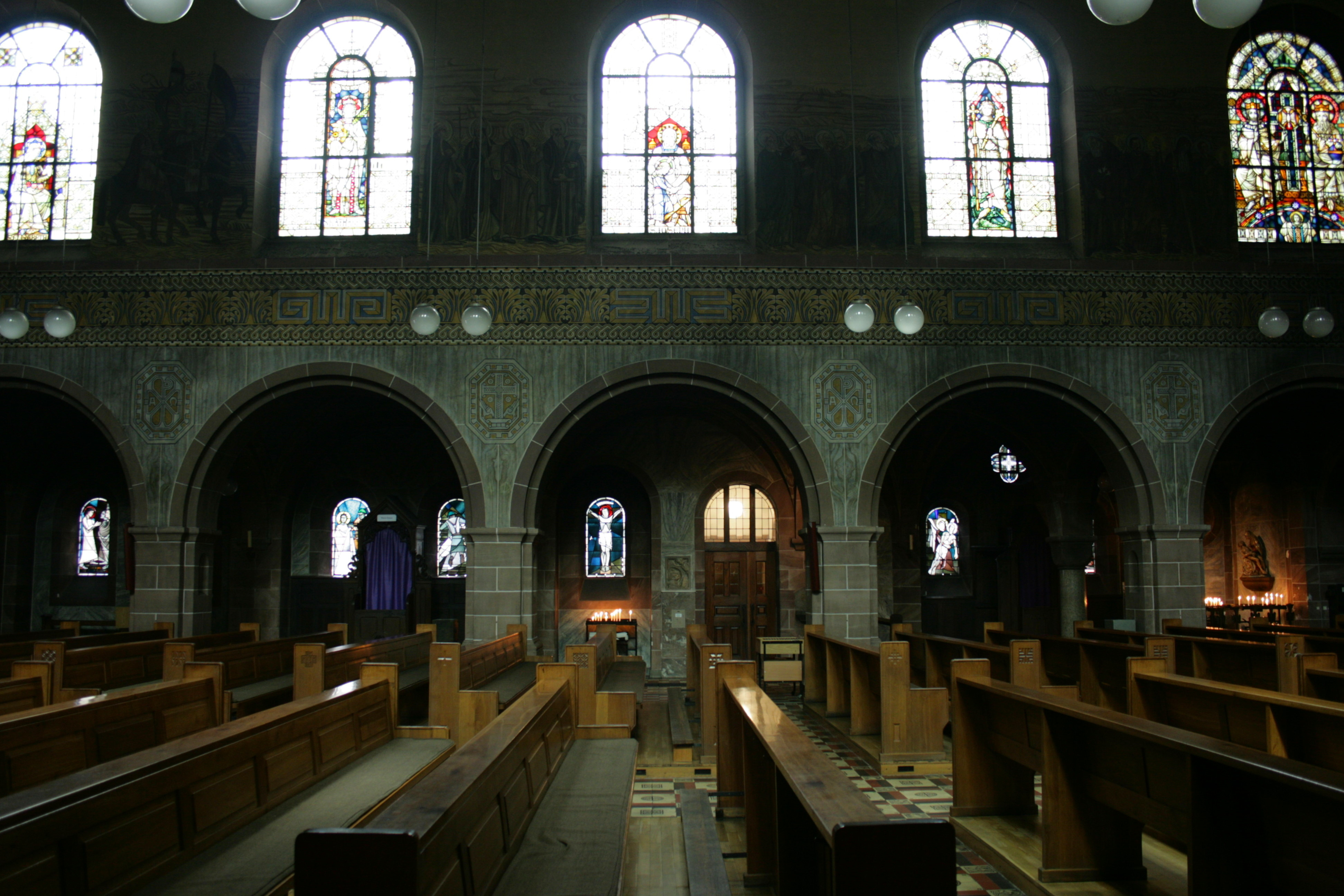
St. Laurentius Innenraum

Die katholische Pfarrkirche St. Laurentius ist ein denkmalgeschütztes Kirchengebäude in Bergisch Gladbach, einer Stadt im Rheinisch-Bergischen Kreis (Nordrhein-Westfalen).

## Geschichte und Architektur
Die Kirche wurde erstmals 1282 als Pfarrkirche erwähnt. Die derzeitige neuromanische Basilika aus heimischem Kalkstein ist in drei verschiedenen Bauphasen entstanden. Von 1845 bis 1847 wurde unter der Leitung von M. Biercher das Mittelschiff als Saalkirche mit einer provisorischen Chorlösung und einer Kassettendecke errichtet. Das Querhaus mit Chor, das westliche Schiffsjoch und der vorgesetzte Westturm wurden von 1871 bis 1878 angebaut. Die Gliederung von Westturm und Chor erinnern an St. Aposteln in Köln. Die kreuzgratgewölbten Seitenschiffe wurden von 1905 bis 1907 unter Bauleitung von Heinrich Renard zugefügt.

## Denkmal
Die Kirche ist unter Nr. 35 in der Liste der Baudenkmäler in Bergisch Gladbach eingetragen.

## Ausstattung
- Die Glasgemälde und die Wandmalereien im Schiff entstanden während des Ersten Weltkrieges.
- Der Mosaikschmuck im Chor wurde 1934 nach einem Entwurf von Hans Hansen eingebaut.
- Ein Vesperbild aus Holz aus der Zeit um 1470 stammt aus dem Kölner Werkstattkreis des Johan Spee.
- Die geschnitzten Heiligenfiguren an den Langhauspfeilern vom 18. Jahrhundert stammen aus der alten Kirche.
- An der äußeren Stirnwand des südlichen Seitenschiffes steht in einer Nische eine Kreuzigungsgruppe aus Sandstein. Sie wurde um 1850 von K. Hoffmann für den Hochaltar geschaffen.
- Über dem Seitenportal des südlichen Seitenschiffes befindet sich ein Mosaik des Heiligen Laurentius.

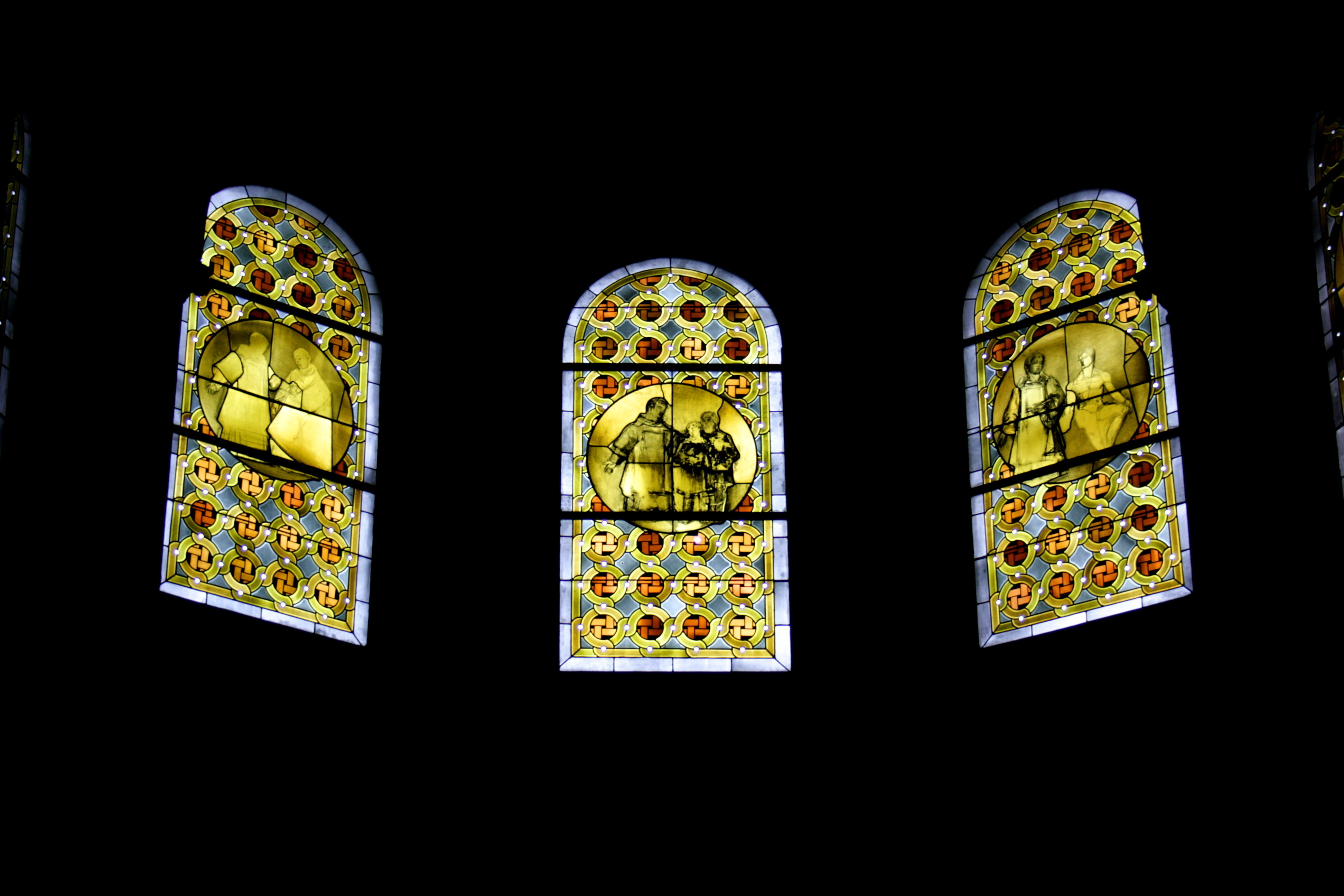
Bleiglasfenster
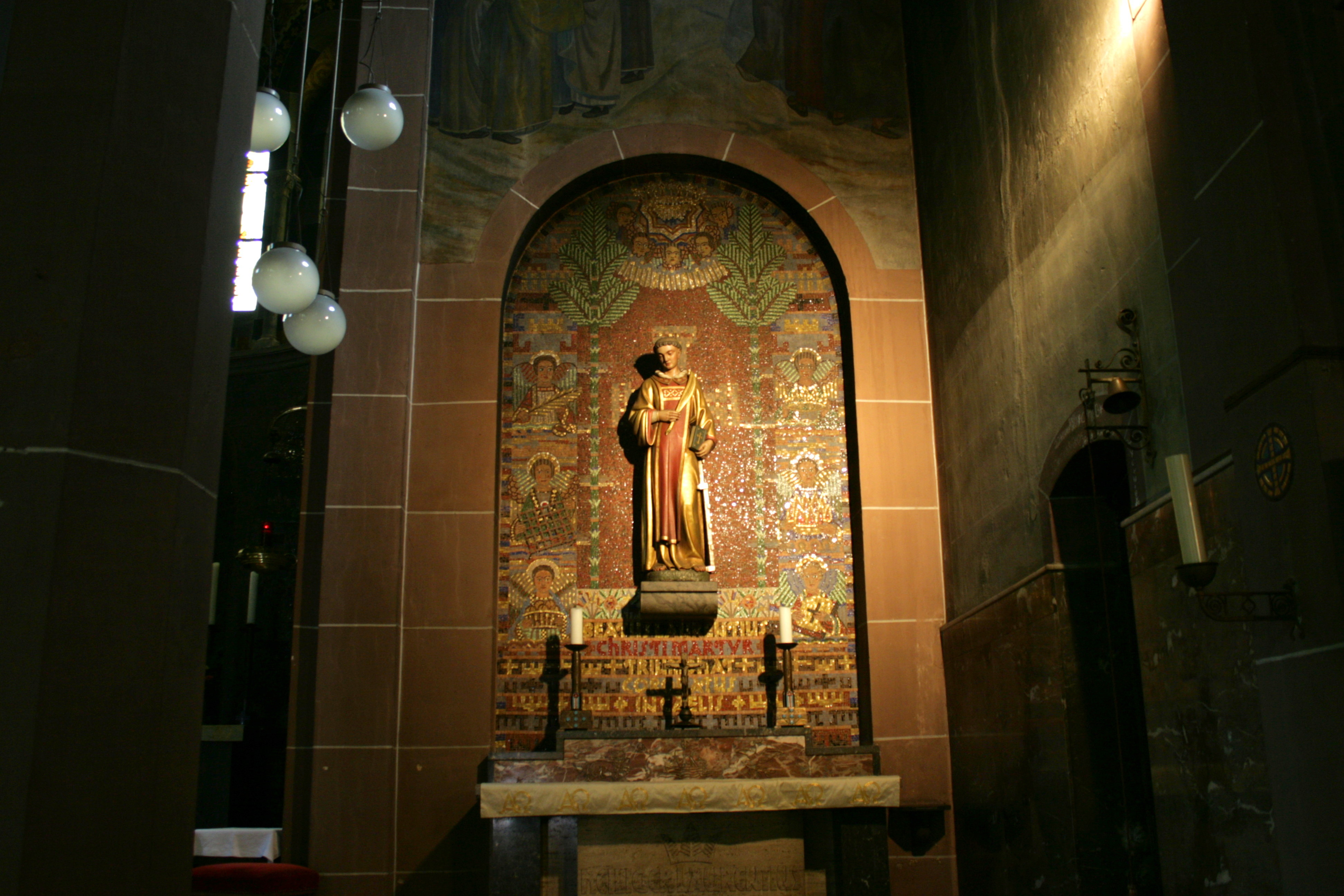
Seitenaltar
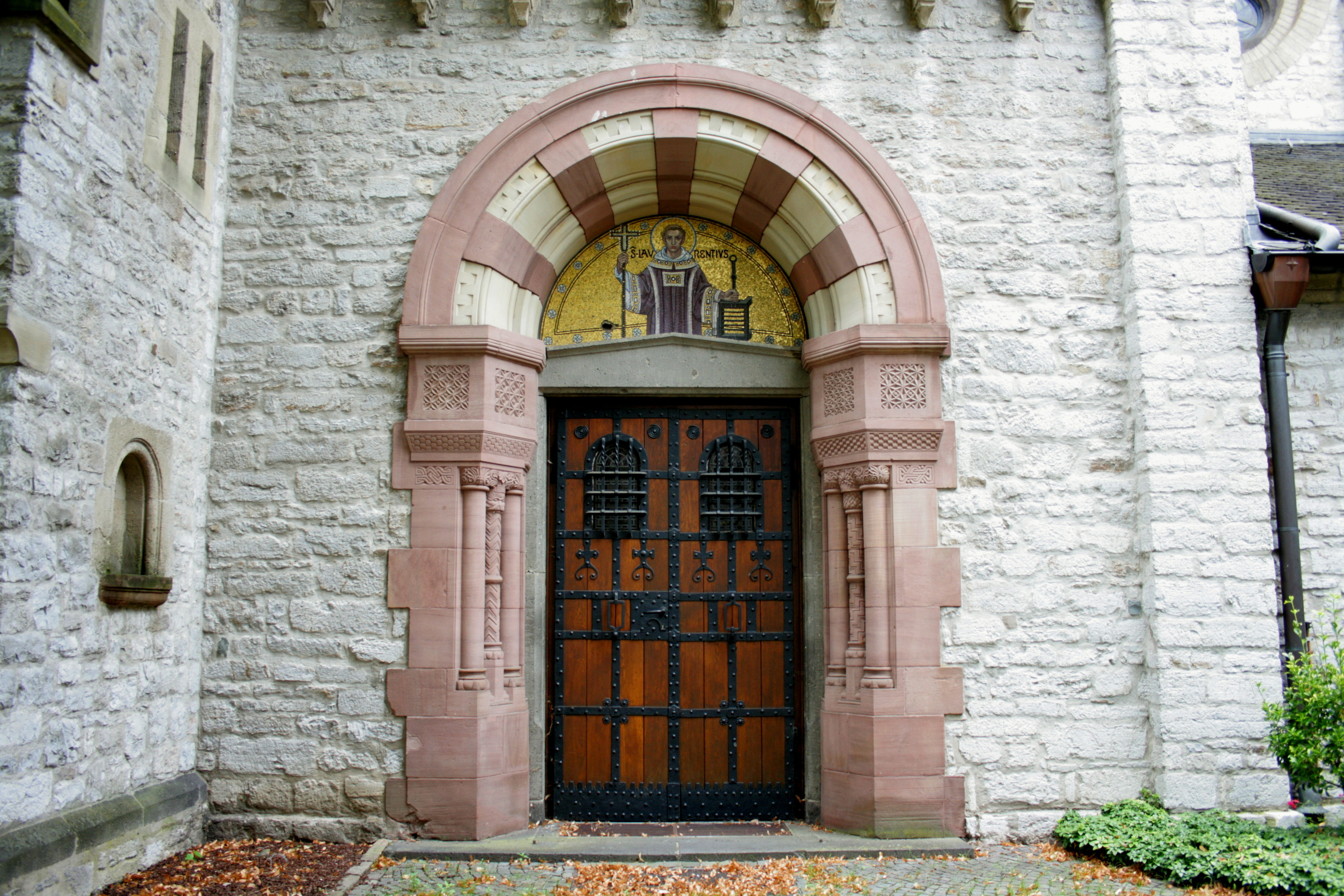
Portal
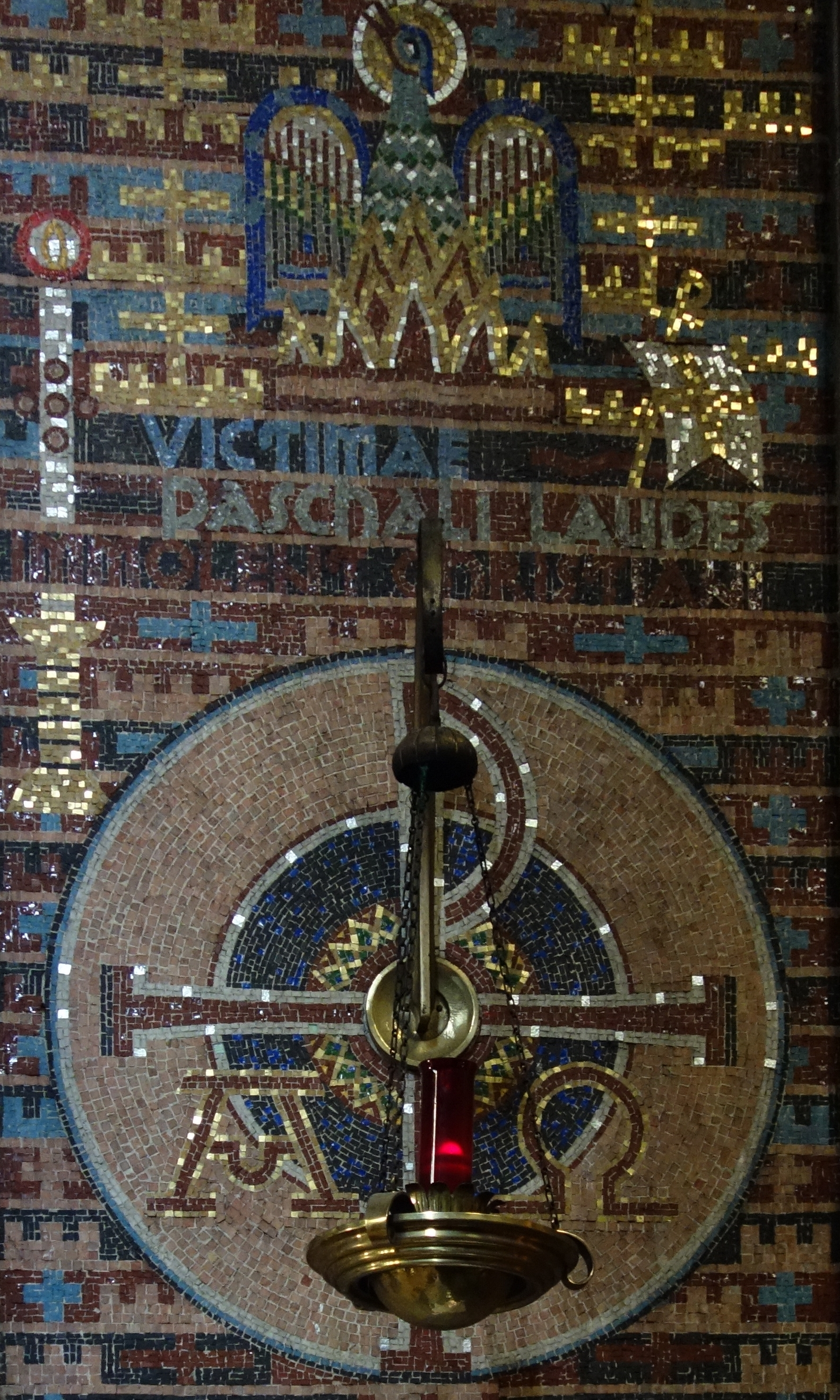
Mosaikschmuck
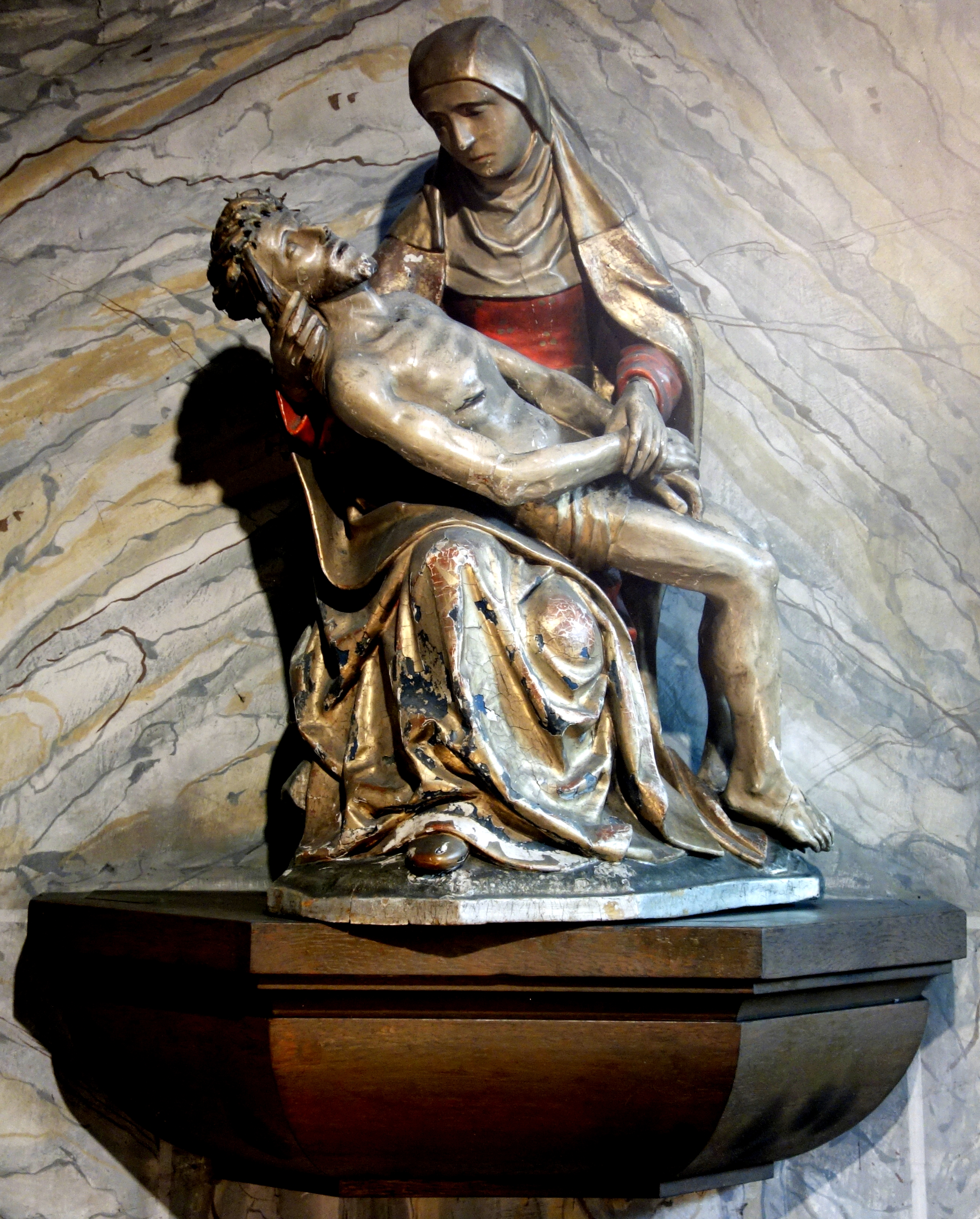
Vesperbild
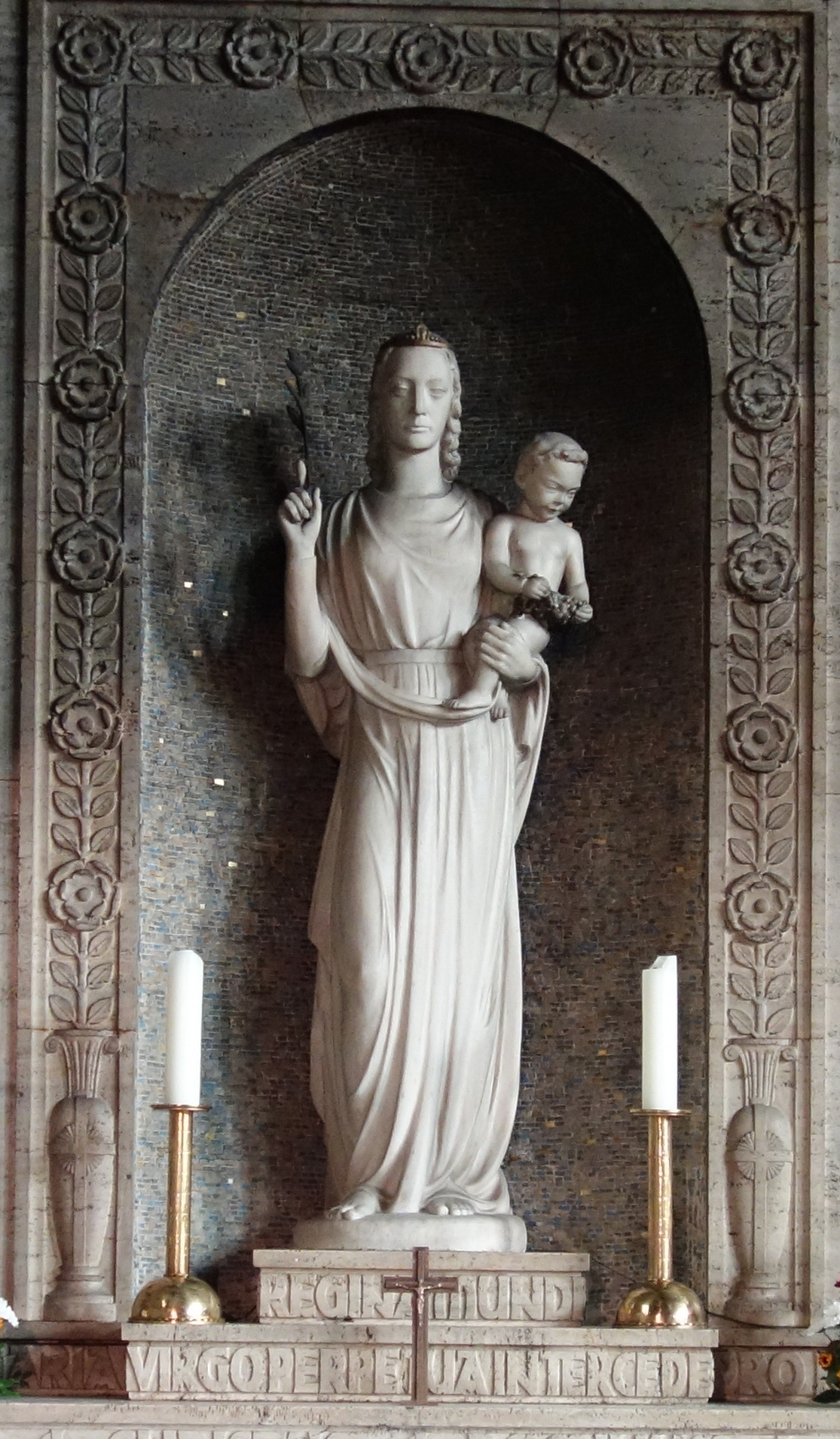
Marienstatue
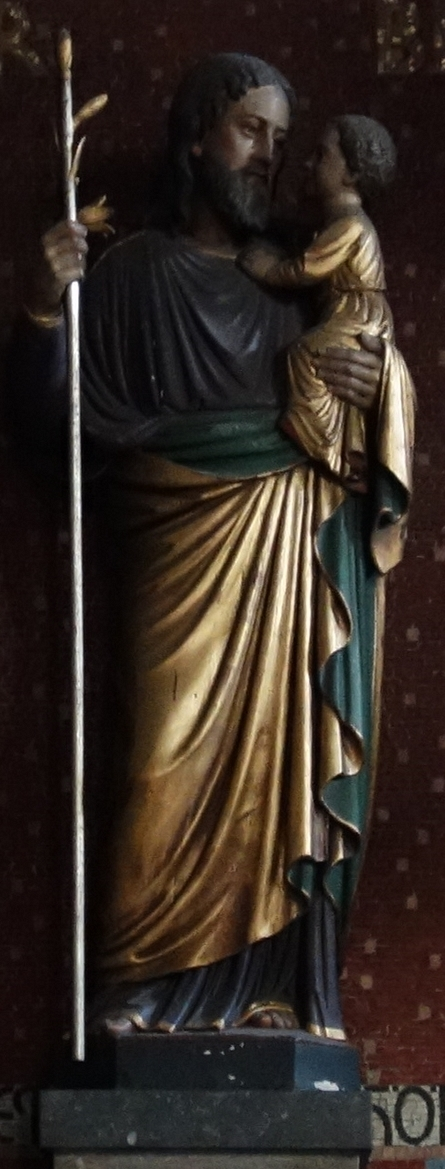
Josephsstatue
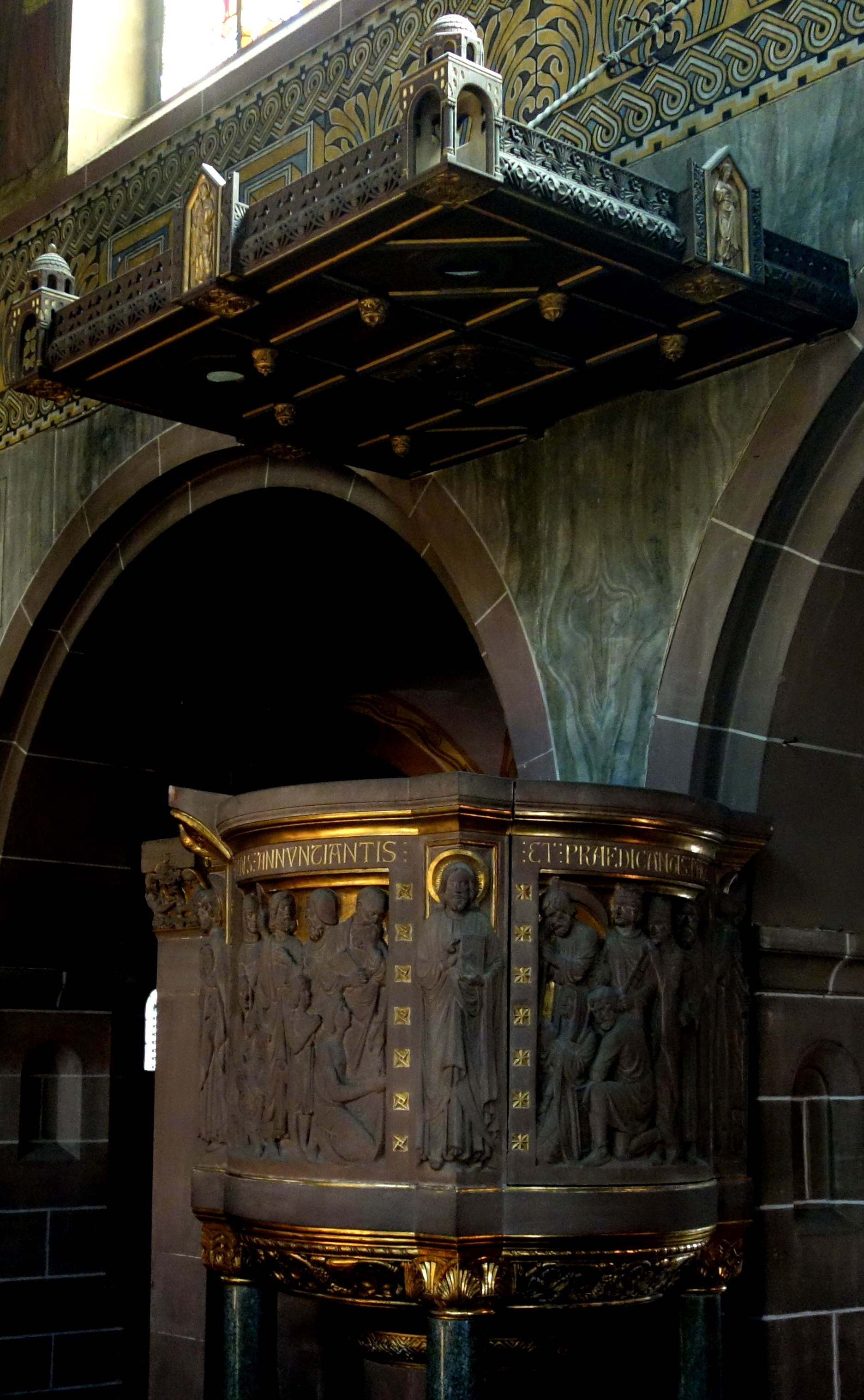
Kanzel
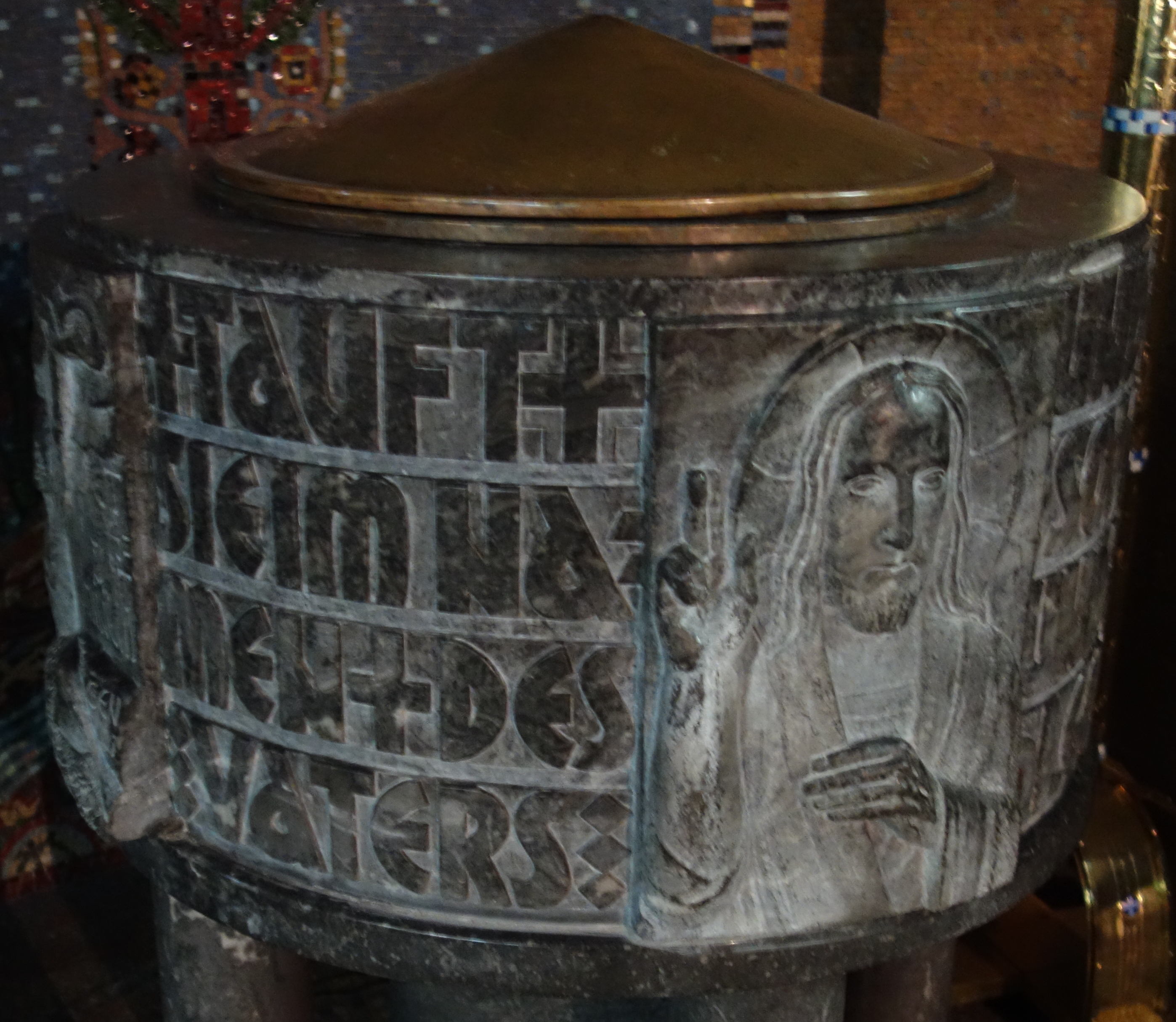
Taufbecken
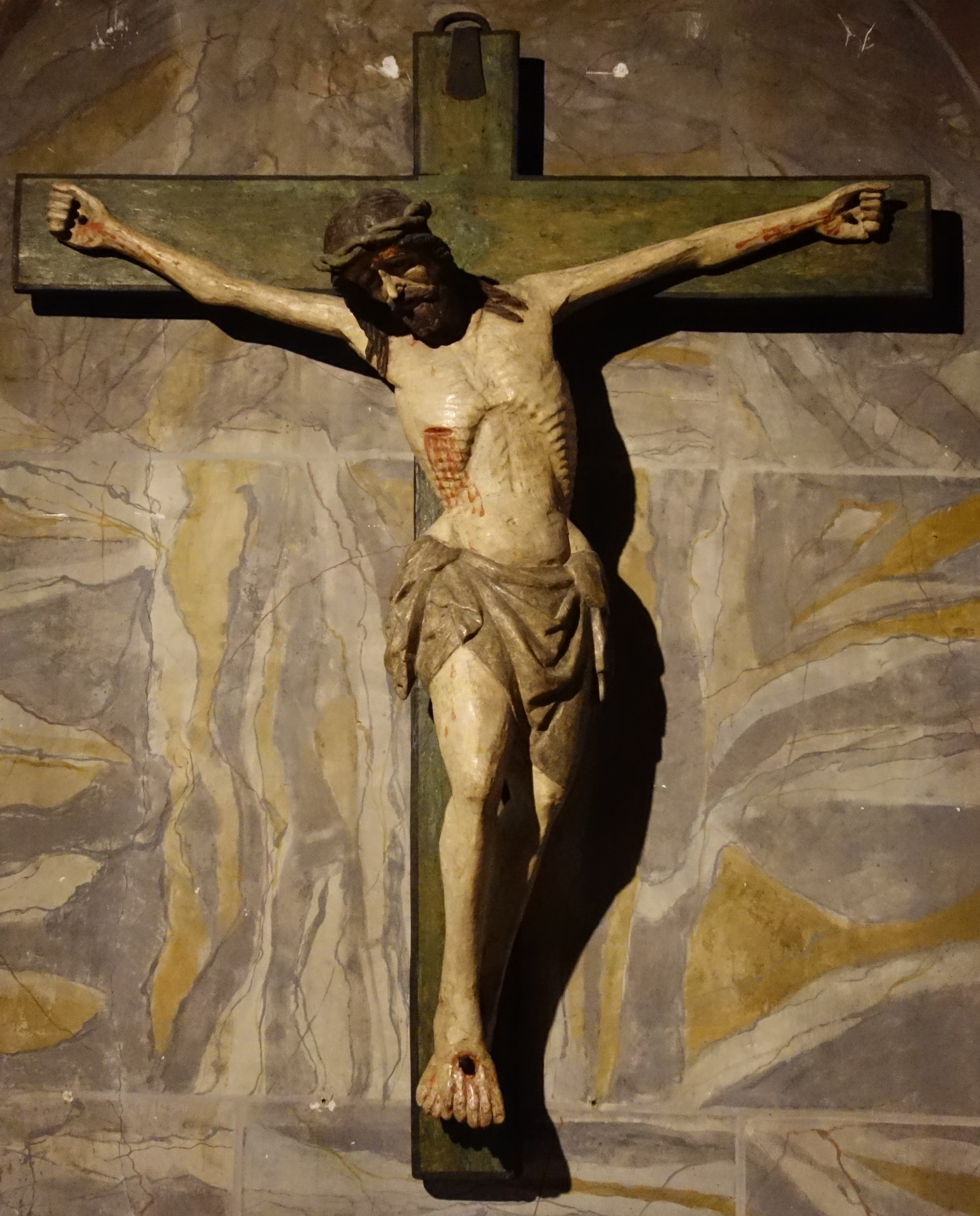
Kreuz
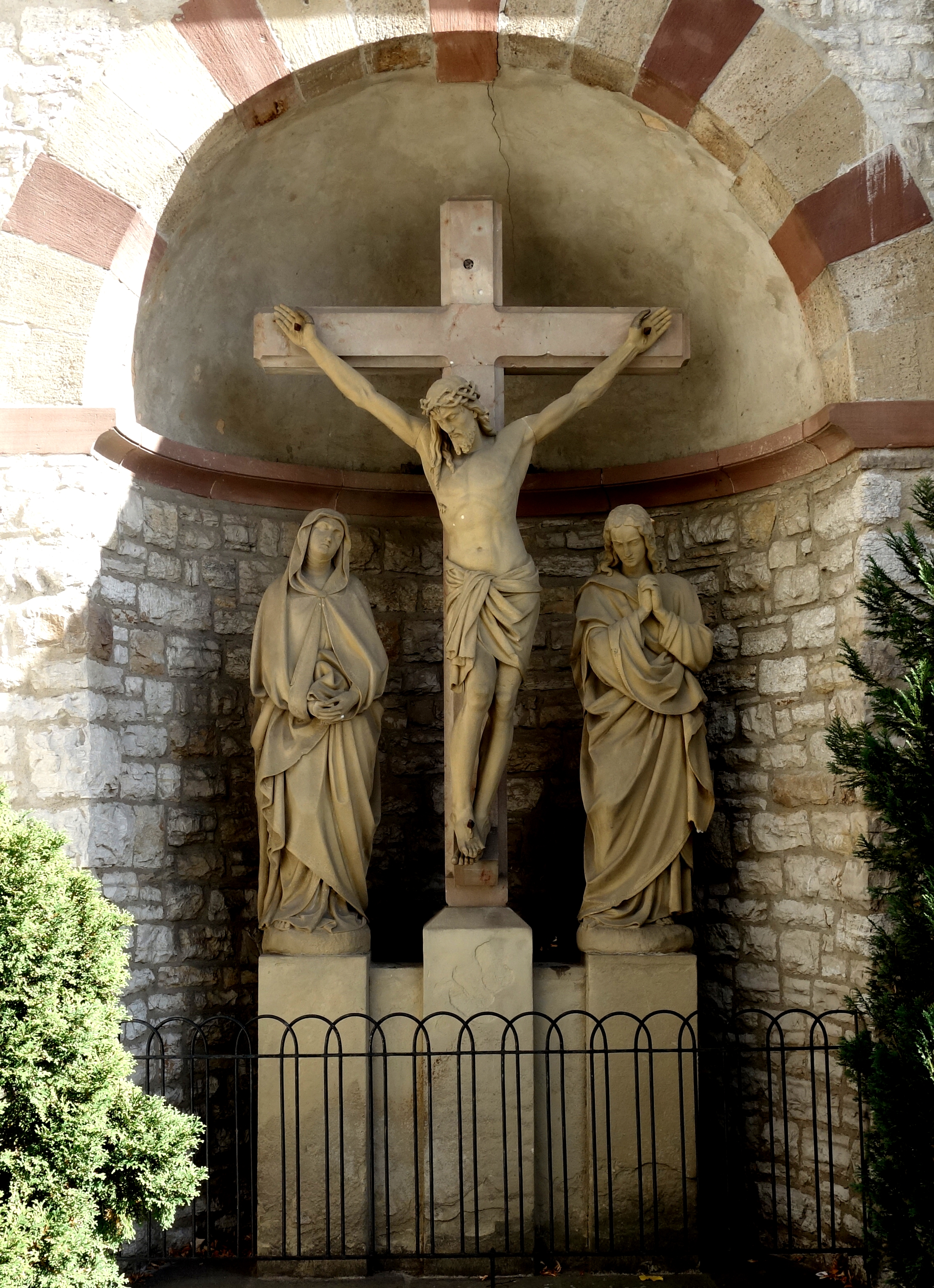
Kreuzigungsgruppe

## Orgel

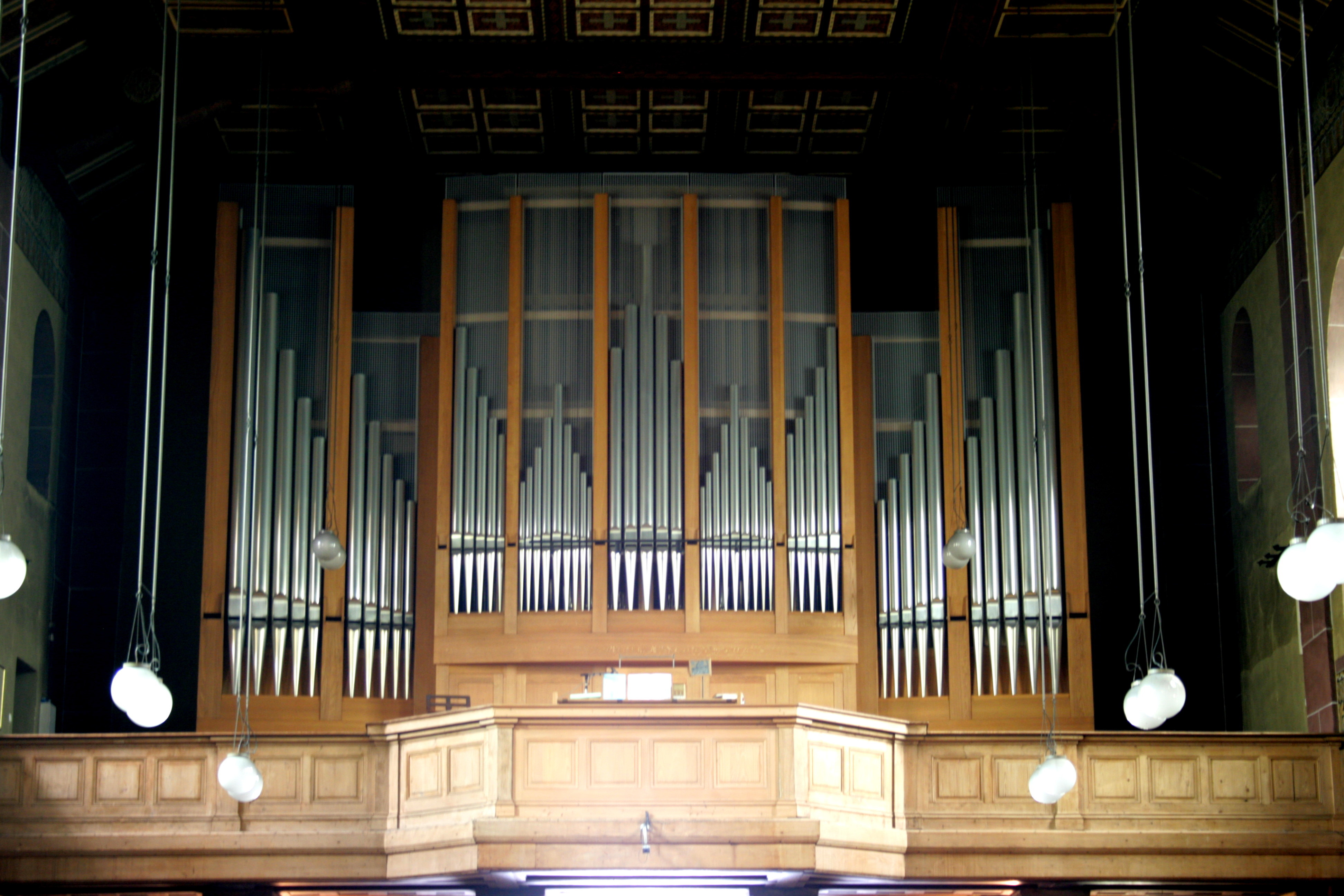
Blick auf die Orgel

Die Orgel wurde in den Jahren 2000 bis 2001 von der Orgelbaufirma Johannes Klais (Bonn) erbaut. Das Schleifladen-Instrument hat 35 Register auf drei Manualen und Pedal. Die Spieltrakturen sind mechanisch, die Registertrakturen elektrisch.
| I Hauptwerk C–g3 |                  |        |
| 1.               | Bourdon          | 16′    |
| 2.               | Principal        | 8′     |
| 3.               | Flûte harmonique | 8′     |
| 4.               | Gedackt          | 8′     |
| 5.               | Octave           | 4′     |
| 6.               | Blockflöte       | 4′     |
| 7.               | Quinte           | 2 ⁄3′  |
| 8.               | Superoctave      | 2′     |
| 9.               | Terz             | 1 3⁄5′ |
| 10.              | Mixtur IV        | 2′     |
| 11.              | Cromorne         | 8′     |
|                  | Tremulant        |        |

| II Schwellwerk C–g3 |               |       |
| 12.                 | Holzflöte     | 8′    |
| 13.                 | Gamba         | 8′    |
| 14.                 | Voix céleste  | 8′    |
| 15.                 | Principal     | 4′    |
| 16.                 | Traversflöte  | 4′    |
| 17.                 | Viola         | 4′    |
| 18.                 | Spitzflöte    | 2′    |
| 19.                 | Cornet II-III | 2 ⁄3′ |
| 20.                 | Plein jeu IV  | 1 ⁄3′ |
| 21.                 | Cor anglais   | 16′   |
| 22.                 | Hautbois      | 8′    |
| 23.                 | Voix humaine  | 8′    |
|                     | Tremulant     |       |

| III Solowerk C–g3 |            |       |
| 24.               | Rohrflöte  | 8′    |
| 25.               | Salicional | 8′    |
| 26.               | Préstant   | 4′    |
| 27.               | Cornet III | 2 ⁄3′ |
| 28.               | Trompette  | 8′    |
| 29.               | Clairon    | 4′    |
|                   | Tremulant  |       |

| Pedal C–f1 |             |         |
| 30.        | Principal   | 16′     |
| 31.        | Subbass     | 16′     |
| 32.        | Quintbass   | 10 2⁄3′ |
| 33.        | Octavbass   | 8′      |
| 34.        | Tenoroctave | 4′      |
| 35.        | Bombarde    | 16′     |

- Koppeln: II/I (auch als Suboktavkoppel), II/II (Suboktavkoppel), III/I, III/II, I/P, II/P, III/P